# ヤマハ・MT-15
MT-15（エムティー ワンファイブ）は、ヤマハ発動機が海外のみで製造販売しているオートバイで日本国内仕様は2019年9月時点未販売である。

## 概要
タイ王国の現地法人であるタイヤマハ Thai Yamaha Motor Co., Ltd.（TYM）が2018年12月　インドネシアの現地法人であるインドネシアヤマハ　PT. Yamaha Indonesia Motor Manufacturing（YIMM）が2019年1月から製造販売が開始された。
インドネシア仕様に関してはフィリピンやベトナムにも輸出されている。
海外向けに製造販売されているヤマハ・YZF-R15をベースにしたもので、メインフレームや可変バルブタイミング機構（VVA)を備えた155cc水冷単気筒エンジン、倒立式のフロントフォーク等はヤマハ・YZF-R15と同様。外装パーツは専用設計だが、フロントマスク形状は2017年モデル以降のヤマハ・MT-09をモチーフにした形状になっている。ミッションは6段リターン式で、ヘッドライトはLED。アシスト＆スリッパークラッチも装備。
インドネシアヤマハ　PT. Yamaha Indonesia Motor Manufacturing（YIMM）のMT-15は、ジャカルタのスルタンホテルで2019年3月28日に開催された2019 Automotive Awardイベントで「Bike of the Year」に選ばれました。
ヤマハ発動機のMTシリーズとしてR-15のネイキッドモデル 先代のM-SLAZの後継として開発され、2018年 年末にはタイヤマハ Thai Yamaha Motor Co., Ltd.（TYM）翌１月からXABREの後継としてインドネシアヤマハ　PT. Yamaha Indonesia Motor Manufacturing（YIMM）でも製造販売が開始された。
先代のモデルM-SLAZはタイ王国での名称でインドネシアではXABREフィリピンやベトナムではTFX150と言う名称で販売されていたものが、MT-15と名称が統一された。

## MT-15(インド仕様)
MT-15（エムティー ワンファイブ）インド仕様はインド現地法人のインドヤマハモーター India Yamaha Motor Pvt.Ltd. （I.Y.M）で2019年4月から製造販売しているオートバイでエンジン本体やフレーム設計はタイ王国仕様やインドネシア仕様と同一なのだが、フロントフォークやスイングアーム・ホイルサイズ等の足回りの違いにより、車体バランス相違により全く別の物のフィーリングをもたらす。
　外観に関してフロントフォークを除けばかなり酷似した形状ではあるが、コストを抑えた車体構成と共にリヤホイールフェンダーやABSが標準装備されている。